# Tetraodorhina ebenina
Tetraodorhina ebenina är en skalbaggsart som beskrevs av Blanchard 1842. Tetraodorhina ebenina ingår i släktet Tetraodorhina och familjen Cetoniidae. Inga underarter finns listade i Catalogue of Life.